# 内星龍
内 星龍（うち せいりゅう、2002年4月24日 - ）は、大阪府吹田市出身のプロ野球選手（投手）。右投左打。東北楽天ゴールデンイーグルス所属。

## 経歴

### プロ入り前
吹田市立千里新田小学校2年生のときに寺内メッツで野球を始め、吹田市立南千里中学校では硬式野球のクラブチームである北大阪ボーイズに所属。野手としてプレーしており、投手としては練習試合でたまに登板する程度であった。
履正社高校でも外野手として入部したものの、「中学のときからやっていて楽しかったし、『やりたいな』ってずっと思っていて」とかねてより希望していた投手への転向を申し出て、1年秋に投手転向。2年時（2019年）に右肩の故障で苦しい時期を過ごしたが、遠投の映像を見て衝撃を受けた山本由伸を参考に試行錯誤を重ねると、3年春には最速146km/hを計測。新型コロナウイルスの影響で夏の甲子園が中止となったが、3年夏の府大会代替大会で公式戦初登板。その後、チームは甲子園球場で行われた交流試合に出場したが、自身の出場は無かった。8月に開催されたプロ志望高校生合同練習会ではシート打撃で打者5人を無安打1四球に抑えた。
2020年10月26日に行われたドラフト会議にて、東北楽天ゴールデンイーグルスから6位指名を受け、11月19日に契約金2500万円・年俸500万円（金額はいずれも推定）で仮契約した。背番号は69。

### 楽天時代
2021年はイースタン・リーグで2試合に登板。オフに現状維持となる推定年俸500万円で契約を更改した。
2022年はイースタン・リーグで15試合・23回1/3を投げて防御率8.49という成績であったが、秋には最速152km/hを計測した。オフに現状維持となる推定年俸500万円で契約を更改した。
2023年は春季キャンプを一軍でスタートすると、オープン戦では6試合の登板で防御率3.38を記録し、リリーフとして初の開幕一軍入りを果たした。開幕から7試合連続で登板機会が無かったものの、4月9日の千葉ロッテマリーンズ戦でプロ初登板。3イニングを4奪三振、走者を許さない完全投球と好投した。同23日の北海道日本ハムファイターズ戦では同点の延長11回表に登板し、1イニングを無失点に抑えると、直後の攻撃でチームがサヨナラ勝ちを収めたことで内にプロ初勝利が記録された。5月12日の埼玉西武ライオンズ戦では同点の延長10回裏に登板し、1イニングを3者凡退に抑えてプロ初ホールドを記録。一時は勝ちパターンも任されるなど、シーズン終了まで一軍に帯同した。この年は一軍で53試合に登板し、4勝2敗7ホールド・防御率2.28を記録。シーズン終了後には今江敏晃新監督に先発転向を直訴し、オフの契約更改では1400万円増となる推定年俸1900万円でサインし、翌年の先発転向も発表した。
2024年は開幕ローテーション入りを果たし、開幕3試合目の西武戦でプロ初先発。3回表に二死一・二塁から先制の適時打を許し、続く外崎修汰にもレフトへのヒットを許すと、この打球を阿部寿樹が後逸。3点を失ったが、4回以降は立ち直り、6回3失点（自責点2）で勝敗は付かなかった。その後はチームの戦略もあり、中10日で4月11日のオリックス・バファローズ戦に先発。6回1失点に抑えながら、またも勝敗は付かなかったが、4度目の先発登板となった同27日のロッテ戦で7回1失点と好投し、プロ初の先発白星を挙げた。その後も登板間隔が空くことによる登録抹消がありながら、先発ローテーションの一角を担っていたが、9月15日の先発予定を体調不良により登板回避。同日付でNPB感染症特例により出場選手登録を抹消され、そのままシーズンを終えることとなり、この年は20試合の先発登板で6勝8敗・防御率3.58という成績であった。オフに1200万円増となる推定年俸3100万円で契約を更改した。
2025年も先発として調整を進めていたが、宋家豪と酒居知史が長期離脱となったチーム事情があり、リリーフとして開幕一軍入り。3月29日のオリックス戦、3点リードの10回裏からシーズン初登板となり、2点を失いながらもプロ初セーブを挙げた。この試合も含め、3試合にリリーフ登板したが、先発陣ではハワードが開幕直前に腰の張りで離脱、開幕ローテーション入りを果たしたヤフーレも腰の張りで離脱、辛島航は開幕2先発で0勝2敗・防御率10.50の不振で登録抹消となったチーム事情があり、4月19日のロッテ戦で内がシーズン初先発。4回0/3を1失点で勝敗は付かなかったものの、続く同26日の福岡ソフトバンクホークス戦で6回1/3を無失点と好投し、シーズン初勝利を挙げた。ただ、手術明けの荘司康誠が一軍へ合流したり、雨天中止があったりという兼ね合いもあって、5月4日のオリックス戦ではロングリリーフとして登板し、3回無失点でシーズン初ホールド。この試合も含め、2試合のリリーフ登板を経て、同17日のソフトバンク戦では先発登板となったが、2回裏二死から嶺井博希へ投じた初球のスライダーが抜けて頭部死球となり、危険球退場を宣告され、1回2/3を1失点で勝敗は付かなかった。

## 選手としての特徴
190cmの長身から最速152km/hのストレート、スプリット、スライダー、カーブを投じる。
山本由伸にそっくりな投球フォームが特徴。高校2年時に右肩を故障して挫折していた頃、「投げ方っていうより球質にびっくりして。『軽く投げてあんなすごいの？』って。それから由伸さんのことをいろいろ調べまくって、トレーニングの動画とかを参考にしながら、見よう見まねでやってましたね」と試合前練習で遠投する山本の映像を動画サイトで見たことが投球フォームを模倣するきっかけであった。

## 人物
父は元アマチュア野球の選手であり、近畿大学時代には二岡智宏とプレーし、社会人野球のヤマハでは外野手としてドラフト候補にも挙がったことがある。

## 詳細情報

### 年度別投手成績
| 年 度     | 球 団     | 登 板 | 先 発 | 完 投 | 完 封 | 無 四 球 | 勝 利 | 敗 戦 | セ 丨 ブ | ホ 丨 ル ド | 勝 率 | 打 者 | 投 球 回 | 被 安 打 | 被 本 塁 打 | 与 四 球 | 敬 遠 | 与 死 球 | 奪 三 振 | 暴 投 | ボ 丨 ク | 失 点 | 自 責 点 | 防 御 率 | W H I P |
| --------- | --------- | ----- | ----- | ----- | ----- | -------- | ----- | ----- | -------- | ----------- | ----- | ----- | -------- | -------- | ----------- | -------- | ----- | -------- | -------- | ----- | -------- | ----- | -------- | -------- | ------- |
| 2023      | 楽天      | 53    | 0     | 0     | 0     | 0        | 4     | 2     | 0        | 7           | .667  | 222   | 55.1     | 38       | 5           | 17       | 2     | 1        | 35       | 1     | 1        | 17    | 14       | 2.28     | 0.99    |
| 2024      | 楽天      | 20    | 20    | 0     | 0     | 0        | 6     | 8     | 0        | 0           | .429  | 464   | 110.2    | 113      | 8           | 28       | 1     | 3        | 45       | 2     | 0        | 49    | 44       | 3.58     | 1.27    |
| 通算：2年 | 通算：2年 | 73    | 20    | 0     | 0     | 0        | 10    | 10    | 0        | 7           | .500  | 686   | 166.0    | 151      | 13          | 45       | 3     | 4        | 80       | 3     | 1        | 66    | 58       | 3.14     | 1.18    |

- 2024年度シーズン終了時

### 年度別守備成績
| 年 度 | 球 団 | 投手  | 投手  | 投手  | 投手  | 投手  | 投手     |
| 年 度 | 球 団 | 試 合 | 刺 殺 | 補 殺 | 失 策 | 併 殺 | 守 備 率 |
| ----- | ----- | ----- | ----- | ----- | ----- | ----- | -------- |
| 2023  | 楽天  | 53    | 2     | 4     | 1     | 0     | .857     |
| 2024  | 楽天  | 20    | 1     | 6     | 4     | 0     | .636     |
| 通算  | 通算  | 73    | 3     | 10    | 5     | 0     | .722     |

- 2024年度シーズン終了時
- 各年度の太字はリーグ最高

### 記録
初記録
投手記録
- 初登板：2023年4月9日、対千葉ロッテマリーンズ2回戦（ZOZOマリンスタジアム）、3回裏に2番手で救援登板、3回無失点[20]
- 初奪三振：同上、3回裏に佐藤都志也から空振り三振[20]
- 初勝利：2023年4月23日、対北海道日本ハムファイターズ6回戦（楽天モバイルパーク宮城）、11回表に7番手で救援登板・完了、1回無失点[21]
- 初ホールド：2023年5月12日、対埼玉西武ライオンズ7回戦（ベルーナドーム）、10回裏に6番手で救援登板、1回無失点[22]
- 初先発：2024年3月31日、対埼玉西武ライオンズ3回戦（楽天モバイルパーク宮城）、6回4安打3失点で勝敗つかず[28]
- 初先発勝利：2024年4月27日、対千葉ロッテマリーンズ4回戦（ZOZOマリンスタジアム）、7回1失点[32]
- 初セーブ：2025年3月29日、対オリックス・バファローズ2回戦（京セラドーム大阪）、10回裏に6番手で救援登板・完了、1回2失点[43]

打撃記録
- 初打席：2024年5月29日、対横浜DeNAベイスターズ2回戦（横浜スタジアム）、3回表にアンドレ・ジャクソンから空振り三振

### 背番号
- 69（2021年 - ）

### 登場曲
- 『We are on your side』三阪咲（2021年 - ）
- 「Talking Box」WurtS（2023年）